# Philippe Tourancheau
Philippe Tourancheau est un réalisateur français de films documentaires.

## Filmographie
- 2002 : Toques à la loupe
- 2006 : Carnets d'expédition - Atlantique : les mystères du Gulf Stream
- 2007 : Buffon, le penseur de la nature[1]
- 2009 : Darwin (R)évolution
- 2011 : La Bataille des musées
- 2011 : La Fabuleuse Histoire de la tête Maori du musée de Rouen
- 2014 : Qui a tué Jaurès ?
- 2015 : 17 avril 1975, les Khmers rouges ont vidé Phnom Penh
- 2015 : Quand les Allemands reconstruisaient la France
- 2018 : Alois Brunner, le bourreau de Drancy
- 2018 : Le Vrai visage des Gaulois

## Distinctions
Le film Buffon, le penseur de la nature a fait partie de la sélection régionale Franche-Comté - Bourgogne à l'occasion de l'édition 2008 du Mois du film documentaire et a également participé la même année au festival du film documentaire scientifique Pariscience dans le cadre du tricentenaire de Buffon.